# Powerlifting ai XXI Giochi del Commonwealth
Le competizioni di powerlifting ai XXI Giochi del Commonwealth si sono svolte il 10 aprile 2018.

## Medagliere
| Posiz. | Nazione     | Oro | Argento | Bronzo | Totale |
| ------ | ----------- | --- | ------- | ------ | ------ |
| 1      | Nigeria     | 4   | 2       | 0      | 6      |
| 2      | Inghilterra | 0   | 1       | 2      | 3      |
| 3      | Malaysia    | 0   | 1       | 0      | 1      |
| 4      | India       | 0   | 0       | 1      | 1      |
| Totale | Totale      | 4   | 4       | 3      | 11     |

## Podi

### Maschile
| Evento       | Oro                | Argento       | Bronzo           |
| Pesi leggeri | Roland Ezuruike    | Paul Kehinde  | Ali Jawad        |
| Pesi massimi | Abdulazeez Ibrahim | Yee Khie Jong | Sachin Chaudhary |

### Femminile
| Evento       | Oro          | Argento       | Bronzo        |
| Pesi leggeri | Esther Oyema | Lucy Ejike    | Zoe Newson    |
| Pesi massimi | Ndidi Nwosu  | Louise Sugden | non assegnato |